# Акопян, Дж. Майкл
Дж. Майкл Акопян (англ. J. Michael Hagopian, арм. Մայքլ Հակոբ Հակոբյան; 20 октября, 1913 — 10 декабря, 2010) — американский режиссёр армянского происхождения. Создатель фильмов о геноциде армян.

## Биография
Родился в Эль-Азизе, Османская империя (армянское название города — Харберд) в семье хирурга. В 1915 году, когда Акопяну было полтора года, его родители получили приказ о депортации. По словам Акопяна, они встали перед дилеммой: взять сына с собой на верную смерть или оставить его в Харберде на верную смерть. Отец Акопяна спрятал его в сухом колодце, надеясь, что его сын каким-то чудом выживет. Приказ о депортации его семьи был отменен, так как турецким властям понадобился врач — отец Акопяна. Акопяны эмигрировали из Турции в США в 1922 году. Сначала они поселились в Бостоне, затем осели во Фресно в 1927 году.
Акопян получил докторскую степень по международным отношениям в университете Гарварда, преподавал в ряде американских и иностранных университетов. Заметив в ходе преподавания недостаток учебных фильмов, решил заняться их съёмкой. Основав собственную кинокомпанию, Акопян создал ряд образовательных фильмов для вузов и телевидения о народах и культуре Индии, Нигерии, Ближнего Востока и американских индейцев. Среди них — «Jerusalem — Center of Many Worlds» («Иерусалим — центр многих миров») и Asian Earth («Азиатская земля»), которые получили несколько призов на кинофестивалях. Первым снял на цветную плёнку Ганг по всей его длине. Обучающий короткометражный фильм «Asian Earth» получил премию Золотая катушка, первые премии кинофестивалей в Бостоне, Коламбусе, Стемфорде.
Начиная с 1965 года снял ряд фильмов про геноцид армян, последний из которых — в 2008 году. Дважды был номинирован на Эмми за фильм «Забытый геноцид». Также автор фильмов «Где мой народ?», «Историческая Армения», «Река течёт красная» и др.

## Другие награды
- Arpa Lifetime Achievement Award.
- Гуманитарная премия Армин Вегнер, 2006.
- Премия "Я - очевидец" от еврейской организации Jewish World Watch

## Фильмография
- The River Ran Red
- The Armenian Genocide
- Strangers in a Promised Land
- Where Are My People?